# Caput Aquae Ferentinum
Il Caput Aquae Ferentinum era un'antica sorgente, dove venne fatto affogare da Tarquinio il Superbo il delegato latino di Aricia, Turno Erdonio, che si opponeva alla imposizione del re di Roma. È stata identificata con lo sbocco dell'emissario di Nemi a Cecchina, risalente al VI secolo a.C.. Qui venne rinvenuta anche una necropoli arcaica, tra Via Ginestreto e Via Lazio. Le tombe a fossa restituirono circa 20 scheletri ammassati tra loro e privi dei crani, i quali vennero rinvenuti in una fossa circolare a parte, segno evidente di un'esecuzione capitale.
L'emissario di Nemi convoglia poi le proprie acque nel fosso dell'Incastro in Via Montagnano, presso Cecchina, terminando qui il proprio percorso.
Viene ricordato dai testi di scrittori antichi per via del fatto che era situato in prossimità del Locus Ferentinus, il luogo di raduno della Lega Latina o secondo alcuni il foro di Alba Longa.
Il Caput Aquae Ferentinum ha dato il nome all'odierno Capo d'Acqua, che alimenta l'acquedotto comunale di Marino, sebbene non ci sia una correlazione storica tra questa sorgente e l'antico Caput Aquae.
Oggi il Capo d'Acqua è incluso nell'area del Parco Colonna, e fu sfruttato dai progettisti della tenuta dei Colonna per creare scenografie d'acqua, anche grazie alla presenza di una cascatella naturale di pochi metri.